# Herkules i Dejanira
Herkules i Dejanira – rycina włoskiego malarza przełomu renesansu i baroku, Agostino Carracci.
Obraz przedstawia akt płciowy pomiędzy Herkulesem i Dejanirą. Herkules ma na plecach narzuconą lwią skórę, a obok Dejaniry na wietrze powiewa chusta. Heros stoi w lekkim rozkroku podtrzymując Dejanirę nad ziemią. Prawą ręką podtrzymuje jej dolną część pleców ponad pośladkami, natomiast lewą ręką podtrzymuje prawą nogę Dejaniry. Lewą nogą Dejanira obejmuje biodro Herkulesa. Małżonkowie patrzą na siebie i delikatnie otwierają usta. Z lewej strony obrazu znajduje się drzewo, na ziemi leży maczuga i łuk Herkulesa, a oddali widoczne jest ciało Nessosa, a także rzeka Euenos.